# Maślak ziarnisty

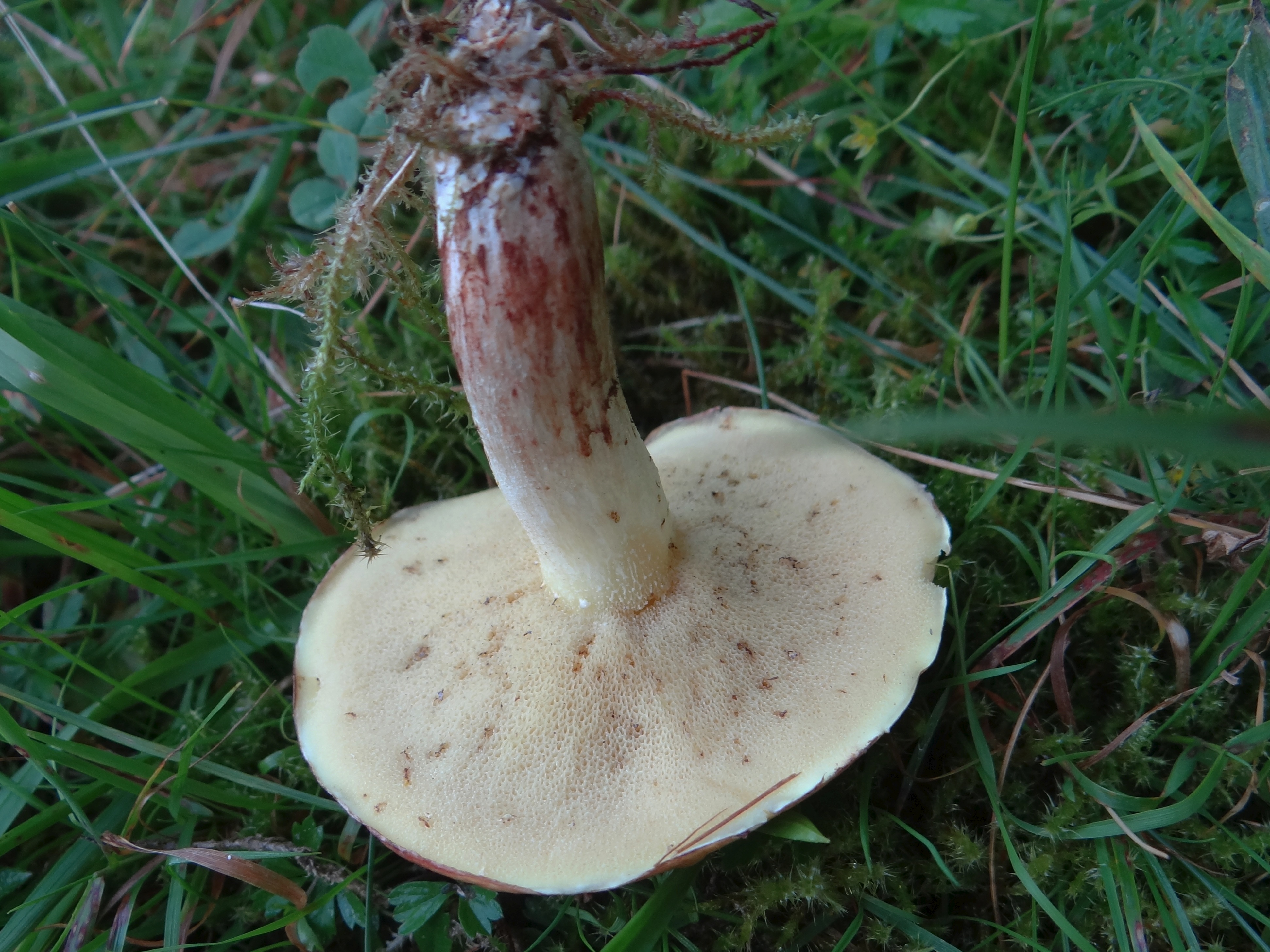

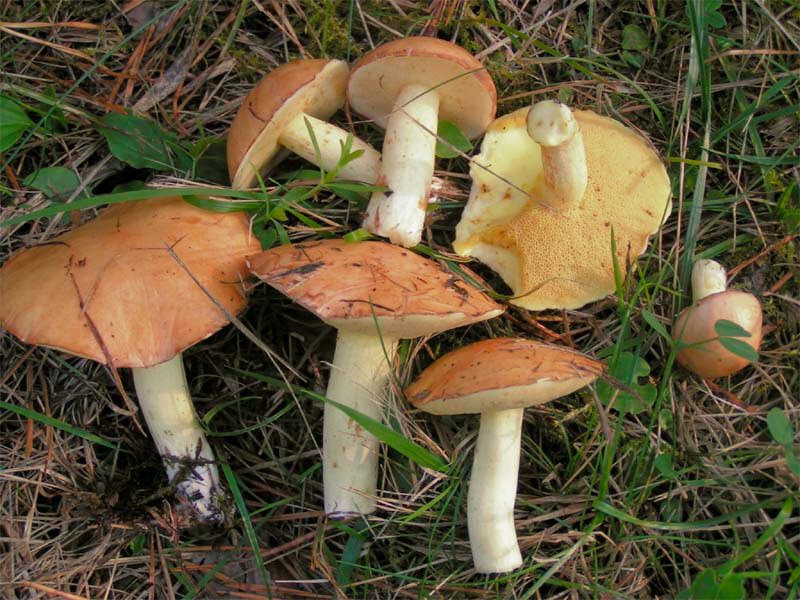

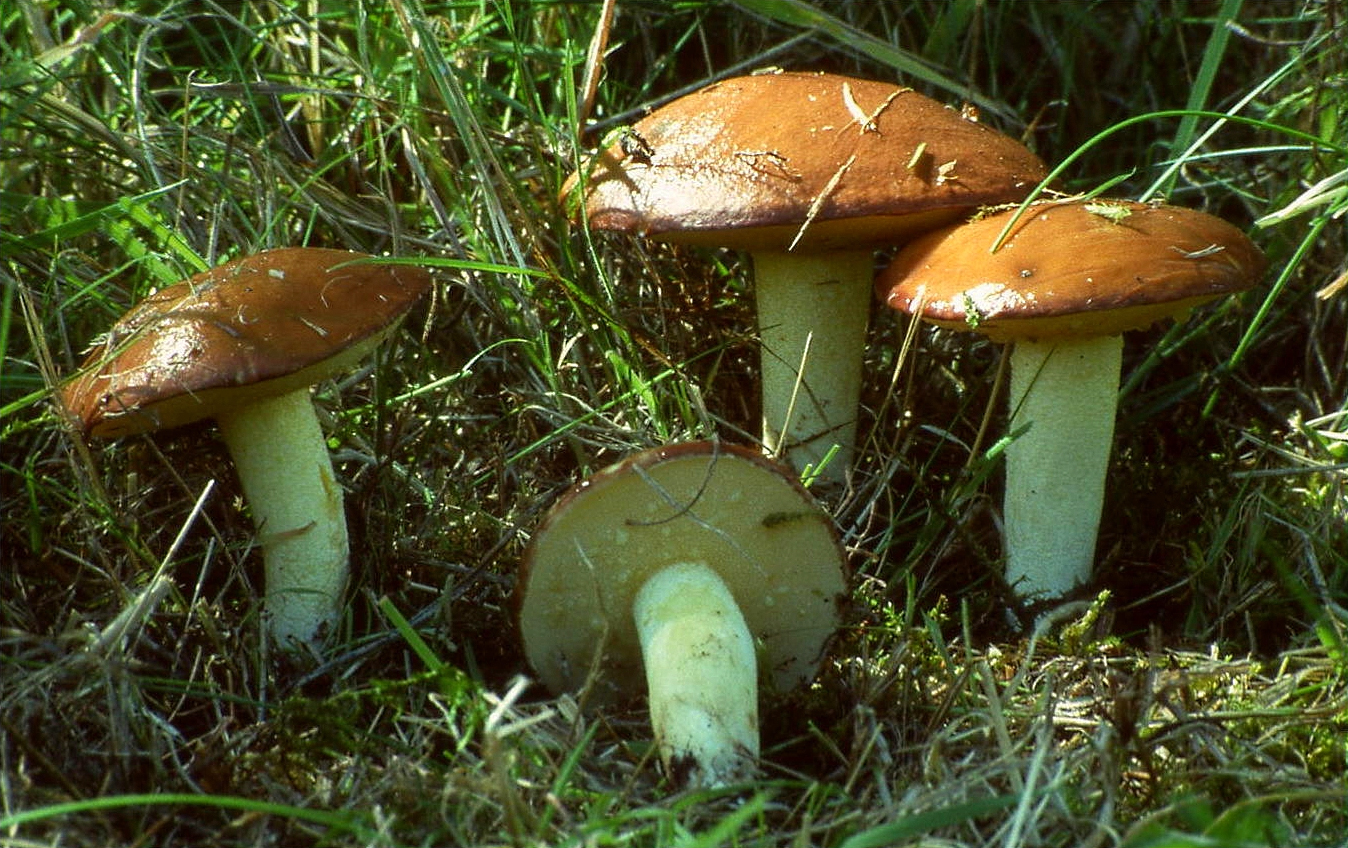

Maślak ziarnisty (Suillus granulatus (L.) Roussel) – gatunek grzybów z rodziny maślakowatych (Suillaceae).

## Systematyka i nazewnictwo
Pozycja w klasyfikacji według Index Fungorum: Suillus, Suillaceae, Boletales, Agaricomycetidae, Agaricomycetes, Agaricomycotina, Basidiomycota, Fungi.
Po raz pierwszy takson ten zdiagnozował w 1753 r. Karol Linneusz nadając mu nazwę Boletus granulatus. Obecną, uznaną przez Index Fungorum nazwę nadał mu w 1796 r. Henri François Anne de Roussel, przenosząc go do rodzaju Suillus. 
Ma ponad 40 synonimów. Niektóre z nich:

- Agaricus granulatus (L.) Lam. 1783
- Boletus circinans var. lactifluus (With.) Pers. 1801
- Boletus granulatus L. 1753
- Boletus granulatus var. lactifluus (With.) J. Blum 1965
- Boletus lactifluus (With.) J. Blum 1969
- Boletus lactifluus Sowerby 1809
- Boletus lactifluus With., Arr. Brit. Pl. 1796
- Ixocomus granulatus (L.) Quél. 1888
- Leccinum lactifluum (With.) Gray 1821
- Rostkovites granulatus (L.) P. Karst. 1881
- Suillus lactifluus (With.) A.H. Sm. & Thiers 1968
- Viscipellis granulata (Fr.) Quél.6 1886

Nazwę polską podał J. Jundziłł w 1830 r. Przez tegoż autora gatunek ten opisywany był też pod nazwami: huba mochowik, grzyb ziarnisty, mchownik, mochowik, sitnik. 

## Morfologia
Kapelusz
Początkowo brązowy lub rdzawoczerwony, nagi i śluzowaty, w dojrzałych okazach żółtoochrowy i suchy. Skórka gładka, naga i łatwo oddzielająca się od miąższu. Za młodu łukowaty z ostrym brzegiem, dojrzały poduchowaty, o średnicy 4–10 cm. 
Rurki
Najpierw bladożółte, później ochrowe, wreszcie brążowożółte, przyrośnięte do trzonu. Pory jasnożółte, za młodu drobne, dojrzałe większe. Wydzielają białe kropelki mlecznego płynu, które po zaschnięciu pozostawiają na porach i szczycie trzonu brązowe ziarenka.
Trzon
Wysokość 4–8 cm, średnica 1–2 cm, cylindryczny, pełny, bez pierścienia. Powierzchnia bladożółta, w dojrzałych owocnikach przy podstawie brązowawa, u góry z brązowymi ziarenkami. Są to zaschnięte kropelki mlecznego płynu.
Miąższ
Biało-żółtawy, tylko u podstawy trzonu brązowawy. Smak łagodny, zapach przyjemny.
Wysyp zarodników
Żółtobrązowe. Zarodniki o średnicy 7–9 × 2,5–3,5 µm, gładkie, bladożółte. 

## Występowanie i siedlisko
Jest szeroko rozprzestrzeniony. Poza Antarktydą występuje na wszystkich kontynentach, a także na wielu wyspach. W Polsce jest pospolity.
Owocniki wyrastają od maja do listopada, na ziemi, pod różnymi gatunkami dwuigłowych sosen (sosna zwyczajna, kosodrzewina, sosna czarna, itp.). Preferuje miejsca dobrze oświetlone, piaszczyste i trawiaste. Często spotykany jest na obrzeżu lasów.

## Znaczenie
Grzyb mikoryzowy. Smaczny grzyb jadalny. Można go przyrządzać bez ściągania skórki, jednakże bez niej potrawy są bardziej apetyczne, ponadto jej ściągnięcie ułatwia dobre oczyszczenie kapeluszy z ziemi, igliwia itp. W rzadkich przypadkach zdarzały się objawy nietolerancji niektórych ludzi na maślaki, objawiające się wymiotami i biegunką. Z tego powodu wskazane jest przed pierwszym spożyciem maślaków dokonać próby polegającej na spożyciu tylko niewielkiej ich ilości.

## Gatunki podobne
- maślak zwyczajny (Suillus luteus). Ma większe owocniki, pierścień na trzonie i żółtopomarańczowy kapelusz. Rośnie pod sosnami[5].
- maślak rdzawobrązowy (Suillus collinitus) rośnie również pod sosnami dwuigłowymi, ale tylko na wapieniach i u podstawy trzonu ma różowawą grzybnię. Jest rzadki[6].